# Amorpha
Amorpha es un género de plantas con 90 especies perteneciente a la familia Fabaceae. es originario de Norteamérica. Comprende 83 especies descritas y de estas, solo 16 aceptadas.

## Ecología
Especies de Amorpha son utilizadas como alimento por las larvas de algunas especies de lepidópteros incluidas Schinia lucens, que se alimenta exclusivamente de este género.

## Taxonomía
El género fue descrito por Carlos Linneo y publicado en Species Plantarum 2: 713. 1753. La especie tipo es: Amorpha fruticosa L.
Etimología
Amorpha: nombre genérico que deriva de la palabra griega: amorphos cuyo significando "deformado", es una alusión al  único pétalo de la flor.

## Especies
A continuación se brinda un listado de las especies del género Amorpha aceptadas hasta septiembre de 2012, ordenadas alfabéticamente. Para cada una se indica el nombre binomial seguido del autor, abreviado según las convenciones y usos.
- Amorpha apiculata
- Amorpha californica
- Amorpha canescens
- Amorpha crenulata
- Amorpha fruticosa
- Amorpha georgiana
- Amorpha glabra
- Amorpha herbacea
- Amorpha laevigata
- Amorpha nana
- Amorpha nitens
- Amorpha notha
- Amorpha ouachitensis
- Amorpha paniculata
- Amorpha roemeriana
- Amorpha schwerinii